# مکسول تکنالوجیز
مکسول تکنالوجیز (انگلیسی: Maxwell Technologies) شرکت تجهیزات الکتریکی آمریکایی است، که در سال ۱۹۶۵ تأسیس شد.